# المجلس الإسلامي الدنماركي
المجلس الإسلامي الدنماركي (بالدنماركية: Dansk Islamisk Råd)‏ هو منظمة إسلامية دنماركية تمثل المسلمين السنة في الدنمارك.

## التاريخ
أُسس المجلس في عام 2000 من قبل السياسي حميد المستي، حيث ضم 30 جمعية إسلامية تحت لواء المجلس. وفي يونيو 2014 افتتح المجلس الإسلامي الدنماركي مسجد كوبنهاغن الكبير أكبر مسجد في البلاد، وأول مسجد به مئذنة. قدمت قطر 27 مليون دولار لتمويل البناء، مما دفع حزب الشعب الدنماركي إلى التعبير عن مخاوفه بشأن احتمال تدخل القطريين في الشؤون الداخلية الدنماركية. وفي عام 2015 أدان المجلس إطلاق النار في كوبنهاغن عام 2015 ضد أهداف علمانية ويهودية، قائلاً: «يدعو المجلس الإسلامي الدنماركي الجميع في المجتمع الدنماركي إلى الاتحاد في الحرب ضد التطرف والإرهاب». وفي أبريل 2015 أيّد المجلس التدخل العسكري بقيادة المملكة العربية السعودية في اليمن.

## روابط خارجية
- الموقع الرسمي (بالدنماركية)